# Navaluenga
Navaluenga és un municipi de la província d'Àvila, a la comunitat autònoma de Castella i Lleó. Limita amb Navalmoral de la Sierra, San Juan de la Nava, El Barraco, La Adrada, Piedralaves, i Burgohondo.

## Demografia
| 1991 | 1996 | 2001 | 2004 |
| ---- | ---- | ---- | ---- |
| 2045 | 2034 | 2011 | 2088 |